# 三山時代

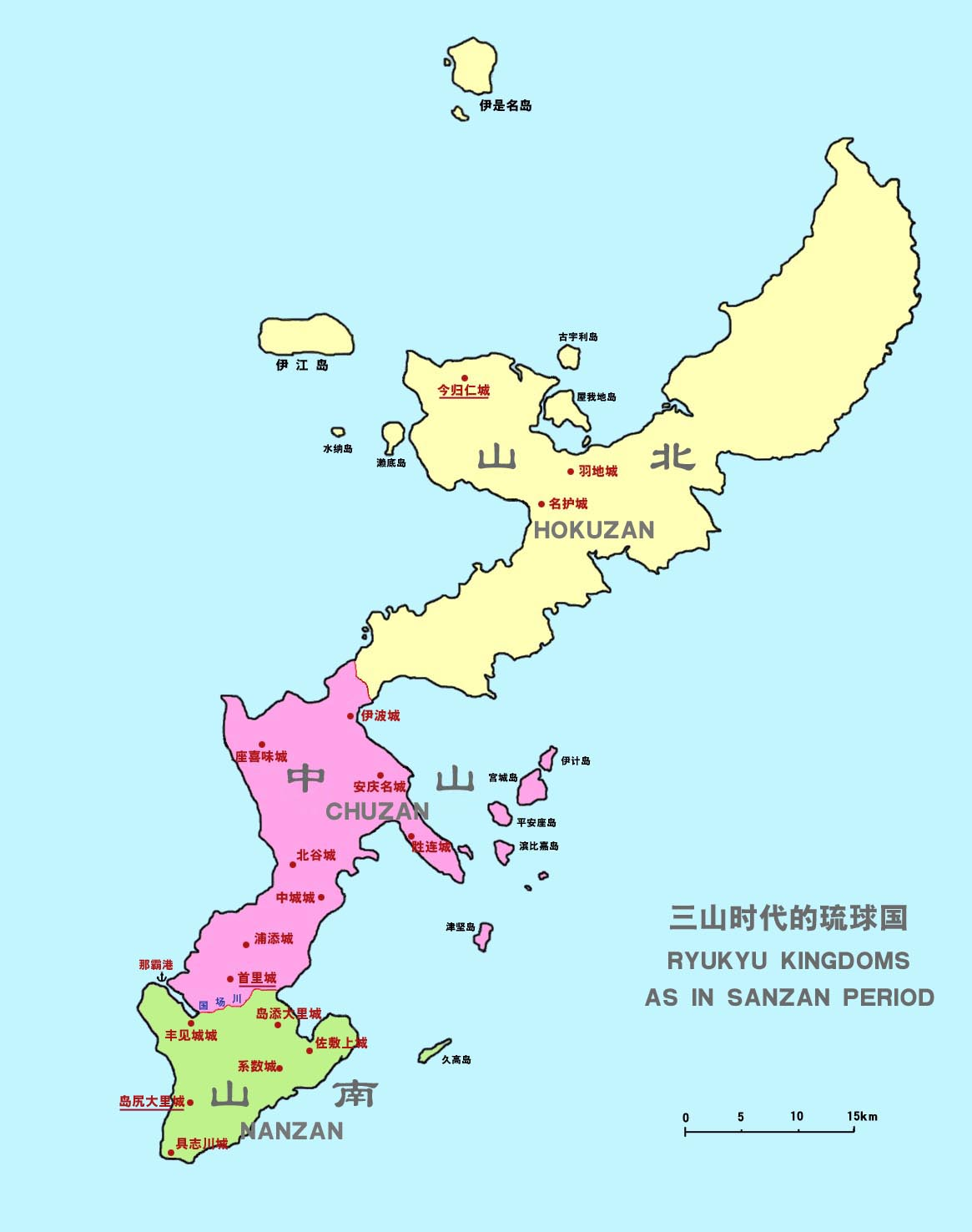
三山時代における沖縄本島の勢力図
北山（山北）※奄美群島の与論島と沖永良部島も含んでいた。
中山
南山（山南）

三山時代（さんざんじだい）は、古代琉球の時代区分のひとつで、1322年（元亨2年）頃から1429年（正長2年）まで。
沖縄本島を統一する勢力が存在せず拮抗し互いに相争っていた事から「三山鼎立時代」とも呼ぶ。

## 通史
沖縄本島では14世紀に入ると、各地で城（グスク）を構えていた按司を束ねる強力な王が現れ、14世紀には三つの国にまとまった。南部の南山（山南）、中部の中山、北部の北山（山北）である。三山統が鼎立する時代が約100年続いた。いずれも朝鮮と中国に朝貢し交流を深めたが、中山の佐敷按司が勢力を増し、1405年に中山を、1416年に北山を、1429年に南山を滅ぼして、初めて琉球を統一した。
中国の『明実録』、『明史』といった史料にあるように、正式な国名は中山、山南、山北であったが、後に『中山世譜』などで中山の表記に合わせて南山、北山と書かれるようになったことから、山南（南山）、山北（北山）と双方の名称が混在するようになった。どちらを使用しても間違いにはならない。
また、琉球では各島の名を八重山、宮古山、久米山（『球陽』各巻記述他）などと表記する場合があり、三山それぞれの「山」も沖縄本島を指すと考察されている。「○○島」を「○○山」と称するのは、中国の慣習の一つでもあり、この時代に中国側（明朝）から呼ばれた「琉球（琉球国）」も本来は沖縄本島のみを指していた。

## その後
3王国それぞれの領地は、1896年の郡制施行により国頭郡・中頭郡・島尻郡の3郡となった（本土と違い沖縄ではそれまで郡はなかった）。郡の範囲は現在ではかなり変わったが、地域区分国頭・中頭・島尻として残っている。また、北部・中部・南部の3つの広域市町村圏も、若干の違いはあるがこれらとほぼ一致している。

## 王統

### 北山（山北）
- 怕尼芝王統（1322年? - 1416年）

### 中山
- 英祖王統（1259年? - 1349年）
- 察度王統（1350年 - 1405年）
- 第一尚氏王統（1406年 - 1469年）

### 南山（山南）
- 大里王統（1337年? - 1429年）